# 徳島県立農業短期大学
徳島県立農業短期大学（とくしまけんりつのうぎょうたんきだいがく）は、徳島県徳島市鮎喰町1-1において1967年に設置計画があったものの開学しなかった日本の公立短期大学である。詳細は後述。

## 概要
- 徳島県徳島市に設置される予定のあった日本の公立短期大学で、その計画元は徳島県[注 1]。
- まずは1966年に開学を目指す[1]。
- しかし、不認可となり一旦、申請を取り下げる。
- その後、1967年度の開学を目指して再申請するも、諸般の理由で開学できず。そのあとは申請させることもなく日の目をみることがなかった[注 2]。

## 設置予定地
- 徳島県徳島市鮎喰町1-1[注釈 1]。

## 設置予定だった学科
- 農学科[注 3] 入学定員50名[注 4]